# Sant Pere d'Avinyó
Sant Pere d'Avinyó és una església del municipi d'Avinyonet del Penedès (Alt Penedès) protegit com a bé cultural d'interès local.

## Descripció
L'església de Sant Pere d'Avinyó forma un petit nucli, juntament amb una masia que consta de planta baixa i un pis, amb portal d'arc de mig punt, adovellat, i finestres emmarcades en pedra. A la llinda d'una finestra hi ha la data del 1698. Actualment aquesta masia s'utilitza com a casa de colònies d'estiu. És formada per una nau central i dues laterals, de dimensions reduïdes, cobertes amb volta d'aresta rebaixada i arcs torals que recolza en una cornisa clàssica que recorre els murs. La separació entre les naus s'ha fet per mitjà de pilars i arcs formers de mig punt. La capçalera és quadrada. La façana, d'estructura senzilla, presenta portal amb frontó triangular, ull de bou i coronament ondulat. Hi ha utilització de llenguatge clàssic. El campanar, de planta quadrada, s'eleva sobre una nau lateral, i té coberta de pavelló.

## Història
L'església de Sant Pere d'Avinyó era l'antiga parròquia del terme municipal. Va ser bastida el segle xvii. Actualment la parròquia ha estat traslladada a l'església de Santa Margarida del Penedès, a Cantallops, construïda el 1975.